# Play (álbum de Namie Amuro)
PLAY es el octavo álbum de estudio de  la cantante japonesa  Namie Amuro, lanzado el 27 de junio de 2007 en Japón. Después del exitoso álbum del 2005 Queen of Hip-Pop, Play mantiene los géneros del Hip-hop y R&B. Es el primer disco que es lanzado en formato CD y CD+DVD, y es el álbum más vendido desde Genius 2000.

## Descripción
Play alcanzó el 1° puesto en el ranking de Oricon Chart, y se mantuvo allí por más de 2 semanas. Por la primera semana, el álbum vendió 250.619 copias, su más grande debut desde  Genius 2000. En Taiwán, debutó en #1 en G-Music/J-Pop Chart por la primera semana del 6 de julio con 24.3% de las ventas totales.

## Canciones
"Violet Sauce" proveniente de sus single, "White Light / Violet Sauce", este fue el tema de la película Sin City.
"Can't Sleep, Can't Eat, I'm Sick" su Segundo single, "Can't Sleep, Can't Eat, I'm Sick / Ningyo", fue usado en los comerciales del sitio Mu-Mo e Iromelo Mix DX, como ringtone.
"Baby Don't Cry" Es el tema final del Drama de TV "Himitsu no Hanazono" de Fuji TV, también fue usado en el comercial de JoySound.
"Funky Town" se usó para el comercial de Lipton Limone. 
"Top Secret" es el tema principal de las segunda session de Prison Break en Japón.

## Lista de canciones
| CD  |                                    |                        |                                |               |          |  |
| N.º | Título                             | Letras                 | Música                         | Productor(es) | Duración |  |
| 1.  | «Hide & Seek»                      | Nao'ymt                | Nao'ymt                        | Nao'ymt       | 4:36     |  |
| 2.  | «Full Moon»                        | Nao'ymt                | Nao'ymt                        | Nao'ymt       | 3:57     |  |
| 3.  | «Can't Sleep, Can't Eat, I'm Sick» | Michico                | T.Kura, Michico                | T.Kura        | 3:46     |  |
| 4.  | «It's all about you»               | Michico                | T.Kura, Michico                | T.Kura        | 4:12     |  |
| 5.  | «Funky Town»                       | Michico                | T.Kura, Michico, L.L. Brothers | T.Kura        | 3:48     |  |
| 6.  | «Step With It»                     | Michico, L.L. Brothers | T.Kura, Michico, L.L. Brothers | T.Kura        | 3:47     |  |
| 7.  | «Hello»                            | Angie Irons, Michico   | T.Kura, Angie Irons            | T.Kura        | 3:42     |  |
| 8.  | «Should I Love Him?»               | Michico                | T.Kura, Michico                | T.Kura        | 4:25     |  |
| 9.  | «Top Secret»                       | Nao'ymt                | Nao'ymt                        | Nao'ymt       | 4:30     |  |
| 10. | «Violet Sauce (Spicy)»             | Nao'ymt                | Nao'ymt                        | Nao'ymt       | 4:01     |  |
| 11. | «Baby Don't Cry»                   | Nao'ymt                | Nao'ymt                        | Nao'ymt       | 5:21     |  |
| 12. | «Pink Key»                         | Nao'ymt                | Nao'ymt                        | Nao'ymt       | 4:40     |  |

| DVD | |                  |          |  |
| N.º | Título | Director(es)     | Duración |  |
| 1.  | «Hide & Seek» (music video)                                                                                             | Kensuke Kawamura | 4:36     |  |
| 2.  | «Can't Sleep, Can't Eat, I'm Sick» (music video)                                                                        | Shinji Muto      | 3:49     |  |
| 3.  | «Funky Town» (music video)                                                                                              | Masaaki Uchino   | 3:44     |  |
| 4.  | «Hello» (music video)                                                                                                   | Kensuke Kawamura | 3:40     |  |
| 5.  | «Baby Don't Cry» (music video)                                                                                          | Shinji Muto      | 5:26     |  |
| 6.  | «Special Movie "Amuro Namie x The World of Golden Eggs Special Collaboration Movie"» (Gushi-Ken Band feat. Namie Amuro) |                  | 7:18     |  |

## Información
- Namie Amuro - voz, * Hiromi - voces adicionales
- Nao'ymt - voz adicional, múltiples instrumentos
- Michico - voz adicional* Sam Salter - voces adicionales
- T.Kura - múltiples instrumentos
- Orito - voz adicional
- Tiger - voz adicional* LL Brothers - voces adicionales
- Warner - voz adicional
- Jun - voz adicional
- Ring - voz adicional
- Tomoyasu Takeuchi - guitarra

## Producción
- Productores - Nao'ymt, T.Kura, Namie Amuro
- Productor vocal - Michico, Angie Irons
- Mix - D.O.I., T.Kura, Yoshiaki Onishi
- Director creativo - Hidekazu Sato
- Dirección de arte - Hidekazu Sato, Katsuhiro Shimizu
- Diseño - Katsuhiro Shimizu
- Potografia - Shoji Uchida
- Estilista - Noriko Goto

## Posicionamiento

### Ventas Totales
Ventas Oricon  Chart (Japan)
| Lanzamiento         | Chart                 | Posición peak!align="left"\|First Week Sales | Ventas Totales | Chart Run |            |
| ------------------- | --------------------- | -------------------------------------------- | -------------- | --------- | ---------- |
| 27 de junio de 2007 | Oricon diario Charts  | #1                                           |                |           |            |
| 27 de junio de 2007 | Oricon semanal Charts | #1                                           | 510,013        | 250,619   | 18 semanas |
| 27 de junio de 2007 | Oricon mensual Charts | #1                                           |                |           |            |
| 27 de junio de 2007 | Oricon anual Charts   | TBA                                          |                |           |            |